# Stathmopoda trigonella
Stathmopoda trigonella is een vlinder uit de familie Stathmopodidae. De wetenschappelijke naam van de soort is voor het eerst geldig gepubliceerd in 1935 door Zerny.